# Bionicle
Bionicle era una linea di giocattoli della serie Technic creata dalla LEGO. La produzione di questi giocattoli è iniziata nel 2001 con i Toa Mata, 6 set primordiali e si è conclusa nel 2010 con i Bionicle Stars, una serie riepilogativa-celebrativa con 6 set in formato ridotto di quelli più rappresentativi. La storia ruota attorno ai Toa, gli eroi principali, e alla loro battaglia contro Makuta Teridax, il principale avversario della serie e fratello del protagonista Mata Nui. Dopo il 2010, per 4 anni la LEGO ha sostituito Bionicle con la linea Hero Factory, durata fino al 2014. Il 2015 e il 2016 sono invece stati gli anni del reboot. Nel 2017 la produzione dei suoi set è definitivamente cessata.

## Universo
La storia Bionicle progredisce essenzialmente in saghe che durano solitamente un anno o più, con principale antagonista Teridax.
Dal 2008, e fino al 2010, il team Bionicle ha deciso di modificare consistentemente i risvolti della trama con quello che dovrebbe essere un nuovo capitolo per la storia, spostandosi in un altro pianeta, Bara Magna. I personaggi conosciuti fino allora furono lasciati in disparte, tranne Mata Nui, ora protagonista del nuovo capitolo, e due personaggi lasciati prima, Takanuva e Tahu, altri due protagonisti del capitolo 2010.
Dopo aver subito una recessione decennale negli anni '90, il Gruppo Lego è andato avanti con la convinzione che un tema con una trama alle spalle avrebbe attratto i consumatori. Il loro tentativo iniziale è stato il franchise di opere spaziali Star Wars, che è diventato un successo immediato. Tuttavia, i pagamenti delle royalty a Lucasfilm hanno marginalizzato i profitti di Lego, spingendoli a concepire i propri temi guidati dalla trama.
Il concetto di Bionicle è nato da un'idea del co-creatore Christian Faber chiamata Cybots, una linea di action figure umanoidi con arti attaccabili e giunti sferici. Ha ricordato: "Ero seduto con LEGO Technic e ho pensato che mi sarebbe piaciuto costruire un personaggio invece di un'auto. Ho pensato a questa cosa biologica: il corpo umano è costruito da piccole parti in un corpo funzionale proprio come un modello. E se hai una scatola piena di pezzi di ricambio e hai costruito una cosa vivente?". Ha presentato l'idea a Lego, ma inizialmente è stata implementata come Slizer/Throwbots nel 1999 e RoboRiders nel 2000.
È stato quindi concepito un nuovo progetto incentrato su un tema guidato dalla storia. Il progetto è stato originariamente concepito come "BoneHeads of Voodoo Island" da Christian Faber e dai dipendenti di Lego Bob Thompson e Martin Riber Andersen da un brief di Erik Kramer che è stato inviato a scrittori esterni. Uno degli scrittori che l'hanno ricevuto è stato Alastair Swinnerton, che ha riscritto il concept ed è stato successivamente invitato a presentarlo al Lego Group presso la loro sede a Billund, in Danimarca. Il concetto rivisto è stato ben accolto e Swinnerton è stato incaricato di espandere il suo discorso iniziale in una "bibbia" completa. Durante la sua seconda visita a Billund, il progetto è stato approvato e intitolato "Bionicle" in una riunione interna di Lego (un portmanteau costruito dalle parole "cronaca biologica", con riferimento alla parola "bionica"). Anche i nomi "BioKnights" e "Afterman" sono stati presi in considerazione prima della finalizzazione del marchio.
Per accompagnare i set, Lego ha lavorato con Swinnerton e l'agenzia creativa Advance per creare una storia elaborata con una vasta tradizione incentrata su personaggi per metà organici e per metà robotici e raccontata attraverso un vasto spettro multimediale tra cui fumetti, romanzi, giochi, film e contenuto in linea. L'uso di ambienti e personaggi tropicali basati su elementi classici è stato ripreso da Slizer/Throwbots e RoboRiders, così come il sistema di costruzione Lego Technic presente in quei set. Un elemento particolare - l'allora innovativo sistema "a sfera e presa" che creava un movimento articolare libero - sarebbe stato ampiamente presente in Bionicle e sarebbe stato ampliato nelle serie successive.

### Prologo

#### L'alba della civiltà
La storia inizia su un pianeta lontano anni luce chiamato Spherus Magna, occupato principalmente da tre specie senzienti: i Glatorian, fisicamente robusti protettori e guerrieri, gli Skrall, altamente militarizzati e biologicamente differenti dai Glatorian, e gli Agori, che costituiscono gran parte della popolazione e, pur essendo di statura inferiore rispetto ai primi due, sono estremamente longevi, potendo vivere anche per migliaia di anni, grazie in parte agli innesti cibernetici. Queste tre specie sono inoltre divise in tribù, ognuna legata ad un elemento naturale: fuoco, acqua, ghiaccio, giungla, ferro, sabbia, terra e roccia (costituita interamente da Skrall).
All'inizio della civilizzazione, l'entità conosciuta come Annona attaccava gli abitanti di Spherus Magna nutrendosi dei loro sogni e portandoli alla pazzia, e nel mentre un gruppo di Glatorian sviluppò una mente avanzata e un'incredibile capacità di creare e sperimentare, decidendo di lasciar perdere le loro divisioni sociali e dandosi il titolo di Grandi Esseri. Con questo potere, essi affascinarono gli abitanti di Spherus Magna con le loro creazioni e divennero i re/scienziati del pianeta. Quando Annona tentò di attaccarli, non ci riuscì in virtù delle loro menti troppo complesse e si ritirò sconfitta, permettendo la nascita di una nuova era. Durante lo sviluppo della civiltà Annona si risvegliò e, affamata, decise di attaccare la tribù del ferro: come una malattia, la follia colpì la maggioranza dei membri e i sopravvissuti furono costretti a dileguarsi nel deserto, ormai alla stregua di reietti dalle altre tribù che, per paura che diffondessero la piaga, chiusero gli ingressi nei loro villaggi. Per paura della militaristica tribù della roccia, la creatura modificò le menti delle femmine, dotandole di abilità psichiche; queste si distanziarono dagli altri membri della specie e si diedero il nome di Sorelle degli Skrall, crearono la loro società e adorarono il Grande Essere Angonce che secondo loro gli aveva fatto dono di questa abilità. I Grandi Esseri rimasero al governo per molti anni fino a che non si stancarono della loro posizione, in quanto li privava della libertà di sperimentare: decisero allora di scegliere un Glatorian per ogni tribù rimasta e uno Skrall di classe capo e di donar loro poteri elementali legati alla loro tribù. Questi divennero noti come Signori Elementali e divennero i nuovi capi delle varie tribù permettendo ai Grandi Esseri di concentrarsi sulle loro invenzioni. Nel frattempo, sperimentando anche sulla fauna e su Glatorian e Agori, modificarono gli Skopio con impianti biomeccanici, e la tribù della sabbia fu dotata delle caratteristiche code e del loro aspetto bestiale. Tra le loro invenzioni più importanti vi è la creazione di un robot di dimensioni colossali per l'esplorazione dello spazio, ma questi esplose a causa dell'instabile fonte energetica, sparpagliando i frammenti su tutto il pianeta.

#### La Guerra del Nucleo
Durante uno scavo, un gruppo di Agori del ghiaccio scoprì un minerale liquido, ora noto come protodermis energizzato. Quando il primo agori della tribù lo toccò, venne istantaneamente vaporizzato, mentre le piante e gli animali che ne entravano a contatto venivano migliorate o evolute. I Signori Elementali si aspettavano che il Signore del Ghiaccio condividesse con le loro tribù il minerale, ma questi, influenzato e convinto dall'Elementale della Terra a condividere solo con la sua il protodermis, decise invece di fortificare i confini, e gli altri Signori dichiararono guerra. I Grandi Esseri decisero di intervenire cercando di interrompere pacificamente la guerra ma persero ogni influenza sugli eventi a causa della loro totale assenza dalla politica. Durante quella che venne poi definita come Guerra del Nucleo, venne estratto sempre più protodermis, portando il pianeta a subire violenti terremoti. I Grandi Esseri decisero di inviare un gruppo di agori a prelevare un campione della sostanza per studiarlo, e ciò che videro li sconcertò: l'estrazione del minerale avrebbe portato a gravi conseguenze per il pianeta, rendendolo instabile.
Per prevenire il cataclisma, i Grandi Esseri escogitarono due soluzioni. La prima era a breve termine e prevedeva la costruzione dei Baterra, organismi completamente meccanici creati per attaccare e uccidere chiunque possedesse un'arma: questi si rivelarono fin troppo efficienti e nel tentativo di disattivarli i Grandi Esseri scoprirono che le loro IA erano diventate così avanzate da continuare ad agire senza controllo. Impossibilitati a concludere il conflitto decisero infine di optare per una soluzione a lungo termine: riprendendo in mano i progetti del robot esploso, decisero di migliorarlo per fargli svolgere un singolo compito, ovvero esplorare l'universo, osservare altre civiltà per apprendere come risolvere i conflitti e, una volta fosse stato pronto, ritornare su Spherus Magna per ripararlo. A differenza del predecessore, esso sarebbe stato più grande e avrebbe ospitato un universo interno. Per mantenerlo attivo vennero creati organismi biomeccanici chiamati matoran, basati sugli agori divisi per vari elementi, e a governare l'universo venne creata l'intelligenza nota in seguito come Mata Nui. La sua creazione e lancio vennero completati appena in tempo: la tribù del fuoco riuscì a impossessarsi della fonte di protodermis energizzato e iniziò a drenarne enormi quantità. Il pianeta venne colpito da violenti terremoti e arrivò a dividersi in tre frammenti, in un evento noto come Shattering:
- Aqua Magna: ricoperto da un vasto oceano e completamente disabitato.
- Bota Magna: ricoperto da una fitta giungla, casa di dinosauri biomeccanici modificati in passato dai Grandi Esseri, da una popolazione della tribù della sabbia e dalla tribù della terra, esiliata e confinata durante il conflitto per esserne stati la causa.
- Bara Magna: il più grande dei tre frammenti e prevalentemente desertico, abitato dalle altre tribù.

#### La creazione di Mata Nui
Dopo aver scoperto che l'estrazione del protodermis energizzato avrebbe portato alla frammentazione del pianeta, i Grandi Esseri decisero di riprendere in mano i progetti del primo robot e di migliorarlo. Esso sarebbe stato un universo vivente, costruito interamente in protodermis lavorato e stabilizzato in forma solida e liquida, e avrebbe avuto come scopo l'esplorazione dell'universo e lo studio delle civiltà di altri mondi, atterrando su di essi e camuffando le parti scoperte come isole naturali, e, una volta ottenute le conoscenze necessarie a prevenire i conflitti, tornare per sistemare i danni di Spherus Magna. Suddiviso in sezioni con cupole dotate di isole e di protodermis liquido come mare, decisero di popolarle con organismi biomeccanici che chiamarono in seguito Matoran. Questi esseri erano basati sugli agori per dimensioni ma a differenza di questi erano dotati di poteri legati agli elementi: fuoco, aria, acqua, ghiaccio, terra, roccia, ferro, magnetismo, il verde/giungla, sonico, psichico, fulmine e luce. I primi a venire creati furono proprio questi ultimi e il primo di essi fu l'eccentrico Takua. Iniziando la costruzione del loro universo, vennero supervisionati da Tren Krom, un essere mostruoso, completamente organico e con potenti poteri psichici creato dai Grandi Esseri per guidare inizialmente i Matoran; una volta che questi finì la sua funzione, Tren Krom venne imprigionato in una delle isole. I Matoran della luce (o Av-Matoran) vennero infine posti nel cuore del robot, l'isola di Karda Nui, per tenerlo sotto controllo; in caso di necessità, si sarebbero trasformati in Bohrok, con lo scopo di ripulire le isole esterne al corpo del robot. Crearono inoltre le maschere kanohi, indossabili dagli abitanti dell'universo Matoran; sebbene questi non potessero attingere ai poteri contenuti nelle maschere, senza di esse i Matoran si sarebbero indeboliti e sarebbero caduti in stato catatonico. Ne vennero forgiate di tutti i tipi, ma tre in particolare furono dotate di poteri incredibili, tanto da essere definite leggendarie:
- la Kanohi Vahi, o maschera del tempo, creata per rallentare il tempo in una specifica regione del robot per ripararlo.
- la maschera della creazione, che permette di plasmare e creare qualsiasi cosa nella mente dell'utilizzatore.
- la Kanohi Ignika, o maschera della vita, creata come meccanismo di salvaguardia al robot e alla tecnologia dei Grandi Esseri. Se il robot avesse subito danni eccessivi, un membro della specie Matoran avrebbe indossato la Ignika e il suo corpo sarebbe stato convertito in energia per rianimare l'universo e, nel caso l'avanzata IA della Kanohi avesse percepito che l'universo era ben oltre la possibilità di salvezza, uccidere le creazioni dei Grandi Esseri per prevenire che la loro tecnologia cadesse in mani sbagliate.

Per la riparazione dei Matoran, vennero creati Arthaka e Karzahni, messi uno contro l'altro per aggiudicarsi la maschera della creazione: lo scontro andò in favore del primo, mentre al secondo venne consegnata la Kanohi Olsi, capace di proiettare nella propria e nelle menti altrui visioni di futuri alternativi. Con la nascita degli Zyglak (creature nate dalla lavorazione del protodermis e con un odio profondo verso i Grandi Esseri e le loro creazioni) vennero create delle misure di difesa: ai Matoran venne fatto dono della possibilità di trasformarsi in guerrieri dotati di poteri elementali, capacità fisiche migliorate, accesso ai poteri delle loro maschere e un innato controllo sui poteri elementali. Sulla base dei Glatorian nacquero i Toa, il cui primo rappresentante fu Helryx, affiliata all'elemento dell'acqua, la quale protesse i Matoran durante la costruzione del cervello del robot, l'isola di Metru Nui. Con la creazione del secondo stadio di vita dei Matoran, venne creato il terzo: una volta completato il proprio compito, un Toa poteva scegliere di cedere il suo potere e divenire Turaga, più deboli e con il compito di guidare le popolazioni che avrebbero popolato le isole. Per prevenire la mancanza di Matoran qualora essi avessero avuto danni eccessivi e mortali, venne creata la Stella Rossa abitata dai Kestora, con funzione analoga ai Matoran e con il compito di mantenere attivo il satellite per guidare il robot e resuscitare gli esseri morti al suo interno. Completati i lavori appena in tempo, i Grandi Esseri caricarono l'IA del Grande Spirito Mata Nui (chiamata così perché si sarebbe fatto carico dello "spirito" di Spherus Magna), la caricarono con il protodermis energizzato (unica fonte di energia sufficientemente stabile) e lo lanciarono poco prima dello Shattering. Tutti i Grandi Esseri si nascosero ad eccezione di uno, che riferì a i suoi compagni che sarebbe andato in esilio ma in realtà caricò la sua coscienza nel corpo di un Po-Matoran di nome Velika e, una volta che il Robot Mata Nui lasciò il pianeta, agì sull'IA degli abitanti facendola evolvere: non sarebbero più stati semplici macchine, ma esseri dotati di libero arbitrio.

### L'isola di Mata Nui

#### L'arrivo dei Toa
La Storyline del 2001 comincia sull'isola di Mata Nui, creatasi molti secoli dopo gli avvenimenti di Spherus Magna. All'interno della storia c'è una leggenda narrante che i Toa sono gli unici esseri in grado di difendere i Matoran (gli abitanti dell'isola) da Teridax (prima conosciuto come Makuta), un potente e malvagio signore. Questo accade poiché i Toa Mata giungono su Mata Nui, l'isola dedicata all'omonimo grande spirito. Ma per dimostrare le loro capacità e incrementare il loro potere devono trovare tutte le Grandi Maschere Kanohi e inserirle nel Suva, il tempio a loro dedicato. I 6 Toa Mata sono Tahu, Toa del Fuoco, Gali, Toa dell'Acqua, Pohatu, Toa della Pietra, Onua, Toa della Terra, Lewa, Toa dell'Aria e Kopaka, Toa del Ghiaccio. La missione dei Toa consiste anche nello sconfiggere i Rahi (gli animali dell'universo Bionicle), infettati da Teridax perché attacchino le tribù dei Matoran e li schiavizzino. Durante la missione, Lewa viene infettato alla sua maschera, ma viene salvato da Onua. Alla fine, i sei Toa entrano nella tana di Makuta e si trasformano nei Toa Kaita, due potenti fusioni composte da tre Toa ognuno (Akamai del Coraggio, fusione di Onua, Tahu e Pohatu, e Wairuha della Saggezza, fusione di Gali, Lewa e Kopaka). Infine, una volta che i Toa Kaita si separano, tornando ad essere gli originali Toa Mata, arrivano da Teridax, che nel tentativo di confondere i Toa ha preso la forma di un Matoran. I Toa Mata riescono infine a sconfiggerlo unendo i loro poteri elementali.

#### I Bohrok
Tuttavia, seppure infuriato da questa sconfitta, Teridax aveva già un piano di riserva: prima si risvegliano le Bahrag, regine dei Bohrok, e poi è il turno dei Bohrok stessi, terribili creature insettoidi completamente inorganiche controllate da piccoli esseri organici chiamati Krana, il cui vero scopo è "ripulire" l'isola da ogni ostacolo (quindi i villaggi Matoran) e, di conseguenza, dover lottare contro i Toa. Lo stesso Lewa, nonostante cada sotto il controllo di un krana, viene salvato un'altra volta da Onua. Alla fine, i Toa riescono a vincere nuovamente, e combinano i loro sei poteri per intrappolare le Bahrag in una prigione di protodermis solido (una specie di minerale che può essere formato dal combinarsi di sei elementi Toa). Una volta sconfitte le regine Bohrok, il pavimento sprofonda e viene sommerso da un liquido argentato chiamato Protodermis Energizzato (più forte di quello normale e con proprietà positive sui Toa), da cui i Toa Mata ne escono mutati. Potenziati e con nuove armi, corazze e con maschere Kanohi, i Toa Mata sono ora diventati i Toa Nuva.

#### I Toa Nuva
Rispetto ai Toa Mata, i Toa Nuva presentano dei notevoli cambiamenti, non solo per quanto riguarda le armi, ma anche per il fatto di avere ricevuto nuovi poteri. Ma i 6 Bohrok-Va (che sono delle specie di "Turaga" che comandano i Bohrok) vengono esposti a una strana energia, e si trasformano in Bohrok-Kal, il cui obiettivo è quello di liberare le regine Bahrag rubando i Simboli Nuva, delle pietre magiche che custodiscono i poteri dei sei Toa, custoditi nei sei villaggi di Mata Nui; i simboli servono per il loro potere, e senza di essi si troverebbero in grave pericolo. I Bohrok-Kal rubano i Simboli Nuva e sconfiggono rapidamente i Toa Nuva, i quali perdono i loro poteri elementali, dovendo fare affidamento solo sul potere delle loro Maschere Kanohi e su parte degli sciami Bohrok passati dalla loro parte dopo la sconfitta delle regine Bahrag. Il Turaga del villaggio di fuoco, Vakama, dona a Tahu la maschera Kanohi del Tempo, chiamata "Vahi", affinché lui la usi in caso di necessità. Quando i Toa arrivano nella caverna in cui avevano combattuto le regine Bahrag, trovano i Bohrok-Kal intenti nel completare la loro missione, e Tahu usa la Maschera del Tempo per rallentarli, così da dare a sé e ai suoi compagni il tempo di elaborare un piano. Alla fine i Toa concentrano tutti i loro poteri nei loro simboli, cosicché i Bohrok-Kal non possano più controllarli e vengano distrutti dai loro stessi poteri. I Toa Nuva si riappropriano in questo modo dei loro poteri e riportano i loro simboli nei rispettivi villaggi, e Tahu restituisce la Maschera del Tempo a Vakama.

#### Il Toa della luce
Passa del tempo, e un Matoran di nome Takua trova una misteriosa maschera luminosa che era nascosta in un Totem all'interno del vulcano di Ta-Koro. Il vulcano inizia ad eruttare, ma Takua viene salvato da Tahu. Dopo la partita di Kohli, uno sport creato da Turaga Onewa, in cui vincono Hahli e Macku di Ga-Koro contro Takua e Jaller (un suo amico nonché Capitano della Guardia) di Ta-Koro e Hewkii ed Hafu di Po-Koro, la maschera cade dallo zaino di Jaller, in cui era stata riposta da Takua. I Turaga, dopo averla esaminata, annunciano che quella era la Maschera della Luce, la Avohkii, una maschera che era destinata ad essere indossata dal Settimo Toa. Takua avrebbe dovuto essere l'araldo del settimo Toa, ma riesce ad affidare il compito a Jaller, avendo in precedenza indirizzato la luce a Jaller in persona. Nel frattempo, Teridax, saputo del fatto, libera dei nuovi avversari, i Rahkshi, armature controllate da creature simili a vermi chiamate Kraata. I sei Rahkshi sono: Tuurak (paura), Kuurak (rabbia), Guurak (frammentazione), Vohrak (fame), Lehrak (veleno) e Panrak (distruzione). Tuttavia, soltanto Lehrak, Guurak e Panrak vengono liberati inizialmente. I due Matoran, Jaller e Takua, intraprendono un viaggio alla ricerca del settimo Toa, inseguiti inconsapevolmente dai Rahkshi. Ta-Koro, il villaggio del fuoco, viene evacuato prima di essere distrutto dai tre Rahkshi, e Tahu Nuva viene parzialmente infettato da Lehrak. Nel frattempo, Jaller e Takua raggiungono Le-Koro, il villaggio dell'aria, e incontrano Lewa che li salva da un orso. Insieme si dirigono a Ko-Koro, il villaggio del ghiaccio, dove i due amici e Lewa ricevono la notizia della conquista di Ta-Koro da parte dei Rakhshi. Successivamente, dopo la partenza di Lewa, i due incontrano Kopaka, il Toa del ghiaccio, che successivamente li aiuta a sconfiggere i tre Rahkshi. Makuta decide di liberare gli altri tre, Tuurak, Vohrak e Kuurak. I due Matoran raggiungono Onu-Koro, villaggio della terra, ma Takua riceve un messaggio telepatico (simile ad una specie di visione) da parte di Makuta, che gli minaccia di dargli la maschera se non vuole subire le conseguenze. Di conseguenza, Takua, impaurito, si separa da Jaller. I tre Rahkshi attaccano e distruggono il villaggio della terra, Onua e Pohatu soccombono (momentaneamente) e Tahu, colpito dal potere di Kuurak, impazzisce e affronta Gali, ma viene congelato da Kopaka, che scappa via con Tahu, Gali e Lewa; Takua, invece, riesce a salvarsi, a raggiungere Jaller e a salvarlo da un precipizio mentre si dirigeva verso Kini-Nui, il grande tempio. Tahu, intanto, viene guarito da Gali, Kopaka e Lewa, che erano venuti da Onu-Koro con lui, ma, per un motivo inizialmente sconosciuto, Kopaka si allontana spontaneamente dal gruppo. I due Matoran arrivano al confronto finale con tutti i sei Rahkshi, ma vengono salvati in tempo dai sei Toa Nuva (riuniti anche grazie a Kopaka, che in realtà si era allontanato per cercare Onua e Pohatu); Lo scontro è cruento, ma i Toa, unendo le loro forze, battono quasi tutti i Rakhshi facilmente, tranne però uno: Tuurak. Quest'ultimo, infatti, si avventa su Takua e lo colpisce, rendendolo immobile dalla paura. Jaller, per salvargli la vita, si aggrappa alla lancia del potere di Tuurak, e muore sopraffatto dal suo potere sotto gli occhi del suo amico, riconoscendo il suo coraggio.
(Jaller a Takua, prima di morire.)
A questo punto Takua, disperato, prende coscienza del suo destino: indossa la Maschera della Luce e diventa Takanuva, il Toa della Luce, che sconfigge istantaneamente Tuurak. Utilizzando le parti delle armature dei Rahkshi, ormai sconfitti, Takanuva crea un veicolo chiamato Ussanui e raggiunge da solo la tana di Teridax, che lo sfida a kohli. Se vince, Takanuva potrà aprire la porta che conduce all'esterno; se invece dovesse vincere Teridax, egli gli prenderà la maschera. Mentre Hahli riesce a riunire i Turaga, i Toa e i Matoran, Takanuva, dopo un durissimo scontro, riesce a sconfiggere Teridax usando il suo colpo migliore per ritorcere quello che stava subendo. Ma Teridax, rialzatosi nonostante tutto, dimostra di non essere disposto in alcun modo ad arrendersi, dichiarando che suo fratello non dovrebbe essere risvegliato, e che il suo "dovere", quello di "sorvegliare" suo fratello, è verso la sua maschera delle ombre. Infuriato, Takanuva si scaglia su Makuta, e i due, nella colluttazione, cadono in una vasca di Protodermis Energizzato, fondendosi di conseguenza in un essere chiamato Takutanuva. Questi, dopo aver usato parte della propria energia vitale per resuscitare l'amico Jaller, aiuta i Toa Nuva, i Matoran e i Turaga ad uscire, morendo però schiacciato dalla porta che stava sorreggendo per impedire che cadesse sopra di loro. I sei Toa Nuva, con l'aiuto dei Turaga dell'isola, riescono ad aprire una via per una nuova isola e, posizionando la Maschera della Luce nel punto esatto, a far tornare in vita Takanuva e (apparentemente) a risvegliare Mata Nui, il grande spirito "fratello" di Teridax prima addormentato da Makuta stesso, mentre quest'ultimo sembra sconfitto per sempre.

### Ritorno al passato

#### Metru Nui
L'isola ritrovata dai Toa in realtà è Metru Nui. I Turaga rivelano ai Toa Nuva un segreto: loro non sono gli unici Toa; i sei Turaga, infatti erano chiamati i Toa Metru. Vakama inizia così a raccontare la loro storia.
Toa Lhikan, l'ultimo Toa rimasto su Metru Nui, sta cercando delle strane pietre, ma viene attaccato dai cacciatori di taglie Krekka e Nidiki, membri di un'organizzazione chiamata Cacciatori Oscuri (Dark Hunters). Dopo aver fatto perdere le proprie tracce, Lhikan consegna ognuna delle sei pietra trovate ad un Matoran di ogni Metru diverso. L'ultima pietra va in mano a Vakama, un costruttore di maschere Kanohi di Ta-Metru, ma Lhikan viene poi catturato da Krekka e Nidiki. Subito dopo la cattura di Toa Lhikan, Turaga Dume viene a chiedere a Vakama se la Maschera del Tempo, la Kanohi Vahi, è pronta, ma il Matoran dice che solamente con i sei grandi dischi avrebbe potuto costruire una maschera così potente. Insieme alla pietra donatagli da Toa Lhikan, Vakama trova anche una mappa, che lo conduce al grande tempio. Qui il Matoran incontra anche gli altri cinque prescelti, ovvero Nuju di Ko-Metru, Nokama di Ga-Metru, Whenua di Onu-Metru, Onewa di Po-Metru e Matau di Le-Metru. Ognuno di loro inserisce dentro una struttura la propria pietra, ed appare l'ologramma di Toa Lhikan, che dice ai Matoran di mettere in salvo il cuore di Metru Nui. I Matoran, sebbene non capiscano ancora quale sia questo "cuore di Metru-Nui", vengono successivamente trasformati in Toa, ma poco dopo Vakama inizia ad avere delle strane visioni, dopo le quali dice agli altri Toa che, per dimostrare a Turaga Dume che sono degni di essere Toa, devono ritrovare i sei Grandi Dischi. Trovati i doni, i Toa si recano al Grande stadio, dove Turaga Dume mette alla prova le loro abilità nel campo di Protodermis. I Toa, sfortunatamente, falliscono miseramente, e Turaga Dume fa credere ai Matoran che essi sono degli impostori. Dume riesce a catturare Nuju, Whenua e Onewa, caduti in un vortice durante la sfida, mentre manda Krekka e Nidiki a cercare Matau, Nokama e Vakama, che erano invece riusciti a fuggire. I Toa capiscono che devono scoprire i poteri delle loro maschere per poter salvare il cuore di Metru Nui. Vakama scopre inoltre che i sei grandi dischi si possono unire per formare un disco da cui ricavare la Maschera del Tempo, la Kanohi Vahi. Nel frattempo, nella prigione dove sono rinchiusi Onewa, Nuju e Whenua, un misterioso Turaga aiuta i tre Toa catturati a scoprire e usare i poteri delle loro maschere: di conseguenza, Nuju scopre di avere abilità telecinetiche, Whenua di poter illuminare la sua maschera per vedere al buio e oltre i muri e Onewa di poter manipolare la volontà altrui. Nokama, Matau e Vakama riescono a ritrovare i loro amici e scoprono che il misterioso Turaga è Lhikan in persona, che ha perso i propri poteri dopo la cattura. Anche Nokama e Matau scoprono il potere della loro maschera: Nokama riesce a parlare con qualsiasi essere vivente e Matau è in grado di mutare il proprio corpo. I Toa ritrovano Turaga Dume e diversi Matoran in alcune capsule, e scoprono la verità: Makuta si era spacciato per Dume e aveva intenzione di rinchiudere i Matoran in capsule criogeniche, e quando si sarebbero liberati, avrebbero ricordato Makuta come il loro unico vero dio. Vakama capisce il significato delle sue visioni, e capisce che devono andare in un'altra isola, nell'isola di Mata Nui, portando con loro i Matoran. Makuta però ostacola la navigazione dei Toa generando il "vero" Mare di Protodermis e Vakama è costretto a sfidarlo, usando la maschera del tempo che aveva precedentemente costruito. Tuttavia il suo potere non può contrastare quello di Makuta, e Lhikan è costretto a sacrificarsi per salvare Vakama. Quest'ultimo riesce a scoprire il potere della sua maschera, ovvero l'invisibilità, ma dopo una battaglia con Makuta capisce che per sconfiggerlo servono anche gli altri Toa. I Toa rinchiudono Makuta in una gabbia di portodermis e vanno nell'isola di Mata Nui, dove, dopo un altro viaggio raccontato in seguito, dovranno usare i propri poteri, trasformandosi in Turaga, per risvegliare i Matoran. Vakama, notando che la maschera di un matoran di nome Jaller si è rotta, gli dona quella di Toa Lhikan.

#### Le ombre del mistero
I Toa Metru tornano nell'isola di Metru Nui per trovare delle capsule Matoran che non erano state ancora recuperate, ma, al loro ingresso in una città, scoprono che Metru Nui ha subito drastici cambiamenti: tutta l'isola sembra devastata da qualche cataclisma, le città sono abbandonate e rovinate, e molte bestie pericolose (i Rahi) sono libere di gironzolare. Toa Whenua si rende conto che i suoi archivi, che contenevano tutte le specie animali di Metru Nui, sono stati manomessi. Vakama, Toa del fuoco, esorta il gruppo a continuare la ricerca, ma proprio in quel momento i Visorak, esseri aracnoidi detti i Ruba-Vita, attaccano i sei e li immobilizzano. I Toa Metru si svegliano dentro dei bozzoli fatti dai Visorak. Sidorak, re di tutte le orde Visorak, intende ucciderli tutti, e Roodaka, futura regina di Sidorak, esorta il re a rendere memorabile la distruzione dei Toa, chiedendogli anche di portarle i loro cadaveri. In realtà, Roodaka è un'alleata di Makuta che intende risvegliare il perfido fratello di Mata Nui utilizzando i poteri racchiusi nei corpi dei Toa Metru e spezzare così il sigillo della gabbia di Protodermis.
Ignaro del complotto di Roodaka, Sidorak fa precipitare i Toa Metru che nel frattempo si erano trasformati, a causa del veleno dei Visorak, in Toa Hordika, delle versioni mutanti con arti sproporzionati e armi nuove, tra cui gli Spinner Rotuka. I nuovi Toa vengono salvati dai Rahaga che li portano in un luogo lontano dai pericoli della nuova Metru Nui. Roodaka, quando scopre che i Toa Hordika sono ancora vivi, invia un gruppo di Visorak per catturare il loro capo. Vakama ormai inizia ad avere dei dubbi sul suo modo di giudicare i suoi fratelli Toa e si ritira in disparte, ma in quel frangente in solitaria viene di nuovo catturato dai Visorak. Roodaka decide di far passare Vakama dalla sua parte, promettendogli il rispetto da parte di tutti i futuri sudditi. Vakama così diventa nemico dei suoi fratelli Toa, e attacca Norik, il capo dei Rahaga. Sidorak non sa che Roodaka intende ucciderlo, e crede che Vakama sia una forma di regalo da parte di Roodaka. Vakama stesso, per farsi accettare da Sidorak, dimostra la sua fedeltà consegnando cinque dei sei Rahaga.
Norik, il Rahaga rimasto libero, viene invece ritrovato dai Toa Hordika, che, scoperto il tradimento di Vakama, si mettono alla ricerca di Keetongu, un essere mitico che forse potrà far tornare i Toa Hordika alla loro forma Metru. Sidorak, nel frattempo, presenta a Vakama l'orda dei Visorak e gli propone di diventarne il generale; la regina dei Visorak gli comunica inoltre che sarà lui il futuro re, al posto di Sidorak. I Toa Hordika nel frattempo rintracciano Keetongu e lo esortano a combattere con loro per salvare Vakama e i Matoran. Così, mentre i Toa Hordika raggiungono l'arena dove si trovano Sidorak, Roodaka e Vakama, Keetongu scala la torre principale. Vakama ordina all'orda dei Visorak di entrare nell'arena e di distruggere i Toa; Whenua, Nokama, Nuju e Onewa affrontano l'orda dei Visorak, mentre Matau, il Toa dell'Aria, intende raggiungere Vakama per tentare di farlo tornare in sé. Keetongu nel frattempo viene sconfitto da Roodaka che chiede a Sidorak di scendere e andare a controllare se Keetongu fosse definitivamente distrutto. Matau viene però sconfitto senza problemi da Vakama con i suoi nuovi poteri, ma riesce a salvarsi per un pelo.
Nel frattempo Roodaka riesce a sbarazzarsi di Sidorak abbandonandolo nell'arena in balìa di Keetongu, e la conseguente morte di Sidorak lascia Roodaka come unica sovrana. Norik riesce a liberare gli altri Rahaga e parte ad aiutare i quattro Toa Hordika alle prese con i Visorak. Vakama invece intende distruggere Matau che fortunatamente riesce a ricordare a Vakama il loro vero compito, ossia recuperare i Matoran. Vakama così torna se stesso e salva Matau. Nel frattempo i Toa Hordika e i Rahaga non sono sufficienti per contrastare le forze dei Visorak e vengono sconfitti. Proprio in quel momento arriva Roodaka che intende appropriarsi degli elementi dei Toa Hordika. Vakama, fingendosi ancora malvagio, porta Matau assieme ai suoi fratelli Toa che improvvisamente scaglia il suo spinner contro Roodaka. Gli altri Toa fanno la stessa cosa per fermare la nuova regina. Roodaka comunque non viene sconfitta rivelando che i loro poteri non valevano niente se non erano dei Toa uniti. Roodaka lo minaccia di scatenare tutti i Visorak contro i suoi fratelli, ma Vakama esorta l'orda a andarsene via in quanto lui era il nuovo capo, paradossalmente nominato proprio da Sidorak e Roodaka, e lui li aveva appena liberati. I Visorak non esitano ad andarsene via e Roodaka, grazie al potere unito dei sei Toa, sembra definitivamente sconfitta. E invece la regina sfrutta i poteri degli spinner Toa per nutrire un frammento della gabbia di Protodermis che imprigiona Makuta. In questo modo, quando Vakama lancia il suo spinner contro Roodaka, uccidendola apparentemente, libera in questo modo Makuta in persona dalla gabbia di Protodermis che prenderà e farà sparire il corpo di Roodaka. Ormai però la battaglia è finita, e i Toa Hordika ritornano Toa Metru e portano i Matoran rimasti a Mata Nui, collegandosi con il finale del capitolo precedente.

### Saga della maschera della vita

#### Voya Nui, patria dei Piraka
Dopo aver finito di raccontare la storia, la pace sembra regnare a Metru Nui dove tutti si sono trasferiti. Un giorno però i sei Turaga (a cui si è unito Dume) chiamano i Toa Nuva dando loro una notizia scioccante: dopo 1000 anni di inattività il Grande Spirito Mata Nui sta morendo. I sei Toa perciò partono con delle capsule e vanno su Voya Nui alla ricerca della maschera della vita, la Kanohi Ignika. I Turaga dicono però a Takanuva di rimanere a Metru Nui a proteggere l'isola con i suoi abitanti. SU Voya Nui, gli altri 6 Toa trovano i Piraka, dei cacciatori dell'oscurità arrivati lì da poco, e che stanno schiavizzando i Matoran del luogo. Hakann, Vezok, Reidak, Avak, Zaktan, il leader, e Thok, i sei Piraka, stanno cercando anche loro la maschera della vita. Quando erano arrivati su Voya Nui, l'isola stava soffrendo un gravissimo periodo di carestia e miseria, e i Voyatoran speravano che la salvezza sarebbe arrivata. E invece, fingendosi eroici Toa, i Piraka li hanno trattati come schiavi, costringendoli a costruire una fortezza o a scavare buche su tutto il vulcano Valmai per prosciugarlo di tutta la lava. Contro questi nasce però un piccolo movimento di ribellione formato da sei Matoran (Dalu, Balta, Piruk, Velika, Kazi e il loro leader Garan, che aveva spiato in segreto i Piraka) e da Axonn (membro dell'Ordine di Mata Nui). I Piraka però colpirono per primi, schiavizzando tutti i membri Voyatoran della resistenza, tranne i sei principali. Nonostante il loro coraggio e i loro poteri, i Toa Nuva vengono battuti facilmente dai Piraka. Per non far correre rischi alla squadra, Zaktan decide di buttare le loro armi e le loro maschere in un vulcano presente sull'isola; il vulcano però erutta e i Toa scappano verso la base della resistenza di Voya Nui, scoprendo però che tutti i Voyatoran sono stati schiavizzati dai Piraka. Dalu usa i suoi poteri psichici contro Gali che attacca gli altri compagni, ma arriva Axonn che cura prima Gali e poi i Voyatoran. Insieme, l'intera resistenza tenta un attacco alla Roccaforte dei Piraka, ma Brutaka, un ex-membro dell'Ordine di Mata Nui e vecchio amico di Axonn convertitosi al male, li sconfigge tutti.
Qui entrano in gioco sei Matoran (ossia Jaller, Hahli, Hewkii, Nuparu, Kongu e Matoro) partiti da Metru Nui alla ricerca dei Toa Nuva, che, dopo varie vicende, giungono a Voya Nui, e vengono trasformati nei Toa Inika dalla Stella Rossa, astro dai poteri magici. I sei nuovi Toa, chiamati Toa Inika, affrontano insieme alla resistenza i sei Piraka e Brutaka. Dopo la battaglia i Toa e i Piraka corrono dentro al tunnel del vulcano in una corsa alla ricerca della Kanohi Ignika. Dopo innumerevoli pericoli e insidie, i due gruppi giungono alla camera finale della Maschera della Vita, incontrando il settimo Piraka, Vezon, il quale ha la Maschera della Vita stessa fusa sulla sua testa. Si scopre, infatti, che in passato i sei Piraka stavano viaggiando nella tana di Makuta, vicino alla Grande Città di Metru Nui, sperando di trovarvi armi da rubare; vi trovarono la Lancia della Fusione, la quale venne attivata per sbaglio da Hakann e colpì Vezok, che si separò in sé stesso e Vezon. Vezon non sembrava cambiato affatto, ma Vezon aveva comunque tutte le memorie del Vezok originale, e pertanto conosceva i piani dei Piraka. Senza incontrare ostacoli, Vezon si diresse verso la camera della Maschera della Vita, e quando la toccò, sembrava che il mondo esplodesse. Ripresosi, Vezok si ritrovò fuso con la maschera stessa, e ci sarebbe stato fino alla fine dei tempi, reso egli infatti praticamente immortale.
I Toa Inika sconfiggono Umbra, custode della Maschera, grazie all'astuzia di Nuparu che lo sconfigge con i suoi stessi poteri. I Piraka, però, raggiungono Vezon per primi, ma non solo egli li stava aspettando, ma addirittura fonde Vezok e Reidak in un essere mostruoso che mette fuori gioco gli altri 4 Piraka. I Toa quindi sono gli unici rimasti ad affrontare Vezon, il quale si scopre anche capace di assorbire qualunque colpo subito (e lo stesso avviene anche per Fenrakk, il suo mostro), il che lo rende più forte. Jaller riesce comunque a far sì che i due cadano nella lava, ma Vezon risorge, con il suo Fenrakk trasformato in un dragone Kardas. Axonn, nel frattempo, è impegnato in una dura battaglia contro il suo ex-amico Brutaka. Infuriato per il tradimento dell'amico, alla fine Axonn distrugge la vasca contenente il virus dei Piraka (lo stesso contenuto nelle sfere Zamor usato dai Piraka stessi per schiavizzare i Voyatoran). Brutaka rimprovera Axonn di combattere per una causa persa, ma questi gli risponde che per quanto questa sia una causa persa, vale comunque la pena di combattere. I Toa sembrano spacciati, ma Jaller usa una sfera Zamor congelante, che congela Vezon e Kardas nello spazio-tempo. Quando Matoro si avvicina a Vezon, la maschera si separa all'istante dal Piraka, come se volesse che Matoro la prenda subito. Dopo una difficile battaglia, i Toa sembrano quindi aver vinto, ma la Maschera della Vita "vola via" nell'oceano a causa di un colpo di coda di Kardas. I sei Toa Inika liberano intanto i Toa Nuva, mentre Brutaka viene poi portato da Botar (altro membro dell'Ordine di Mata Nui) nella Fossa abissale, una prigione per criminali che si trova sott'acqua. Dopo aver riabbracciato i Toa Nuva, i Toa Inika, su ordine degli stessi Nuva, continuano la loro ricerca alla maschera della vita. Tuttavia, Hahli riesce a salvare un Matoran che vive sott'acqua; il Matoran, prostrato dalla troppa fatica, muore tra le braccia dei Toa, non prima, però, di aver riferito loro di una "città sotto il mare".

#### Mahri Nui
Grazie ad un passaggio indicato loro da Axonn, i sei Toa raggiungono il mare. Sotto l'acqua di Voya Nui, oltre alla Fossa, c'è Mahri Nui, una parte di Voya Nui staccatasi e sprofondata molto tempo prima. Lì vivono duramente grazie a delle bolle d'aria dei Matoran, i quali vivono costantemente minacciati da molti predatori, guidati dai Barraki (antichi sovrani della Lega dei Sei regni e ora ex prigionieri della fossa), che sono Pridak (il leader), Kalmah, Ehlek, Mantax, Takadox e Carapar (in seguito ucciso da un laser da parte di Tren Krom). Avendo saputo della maschera della vita, i sei Barraki si mettono a cercarla e se ne impadroniscono. Ma la Kanohi Ignika si illumina e l'energia sprigionata trasforma i Toa Inika in Toa Mahri. Un Matoran, Dekar, inoltre viene trasformato in Hydraxon, il carceriere della fossa, morto tempo prima. Il nuovo essere ha il corpo di Hydraxon ma anche la memoria del matoran Dekar, amico di Defilak. I Toa Mahri arrivano a Mahri Nui. Dopo aver spiegato la situazione al capo del concilio, incontrano i Barraki e si arrendono, e tutti, tranne Matoro, vengono catturati da Hydraxon. Alla porta della sua cella viene messo di guardia Maxilos che, andato via Hydraxon, svela la sua vera identità: è Makuta Teridax che sta possedendo il corpo del robot Maxilos. Ovviamente, Makuta vieta a Matoro di dire la sua vera identità. Intanto, i cinque Toa, apprese le loro nuove abilità, scappano dalle celle dei Barraki e si ricongiungono con Matoro e Maxilos, trovando anche le mitragliatrici di Cordak. Il gruppo si mette così alla ricerca della maschera. Hydraxon intanto sconfigge Nocturn, ipnotizzato precedentemente da Takadox il quale aveva l'Ignika datagli dai Barraki; Hydraxon tenta poi di distruggerla, temendo possa rivelarsi pericolosa. Infuria intanto la battaglia fra i Toa e i Barraki, dove i nostri eroi alla fine trionfano di misura, ma appena Matoro tocca l'Ignika, essa diventa grigia, facendo capire che Mata Nui è morto. Ma Matoro non riesce ad accettarlo e mentre gli altri Toa tengono impegnati i Barraki, attraversa l'apertura che porta a Karda Nui, prima che Voya Nui chiuda il passaggio. Mentre precipita sente una voce che gli dice di indossare la maschera e, una volta fatto, il Toa apprende l'origine della stessa Kanohi e il modo per attivarla. Con gli ultimi resti della sua coscienza riesce a teletrasportare i Toa Marhi nuovamente a Metru Nui e, senza più rimpianti, sacrificarsi facendo convertire il suo corpo in energia per rivitalizzare il Grande Spirito. Su Metru Nui i Toa vengono informati del sacrificio di Matoro da Turaga Vakama e una statua viene eretta al centro dello stadio della città.

#### Karda nui
I Toa Nuva intanto stavano preparando il mondo per il risveglio di Mata Nui, ma la maschera finisce a Karda Nui, al centro dell'universo. I sei Toa, per poter equipaggiarsi, passano quindi prima ad Arthaka, un'altra isola, dove gli viene data una nuova armatura e nuove versioni delle maschere. Nel "torsolo" dell'universo però ci sono ora dei Makuta inviati da Teridax che stanno schiavizzando gli Av-Matoran, i Matoran della luce, trasformandoli in Matoran ombra. La Kanohi Ignika frattanto si è creata un corpo per sé stessa ed è diventata Toa Ignika. Il compito dei Toa Nuva è ora risvegliare il grande spirito Mata Nui, recuperare la Kanohi Ignika e scacciare i Makuta da Karda Nui. Perciò si dividono i due team: Lewa, Pohatu e Kopaka andranno a Karda Nui mentre Gali, Tahu e Onua andranno nella palude sotto di essa, e successivamente diventeranno i Toa Mistika. I Makuta intanto, guidati da Antroz, stanno trasformando tutti gli Av-Matoran di Karda Nui in Shadow Matoran. I Makuta che si trovano sul luogo sono Antroz, Vamprah, Chirox, Icarax e Mutran ed i loro Shadow Matoran sono Gavla, Kirop, Radiak e Vican, a cui si aggiungerà anche Vultraz.

#### Le vicende di Takanuva
Prima di partire, Icarax ha fatto in tempo ad attaccare Takanuva utilizzando le sanguisughe assorbi-luce contenute nel suo Tridax Pod (una sfera che contiene queste sanguisughe). Il Toa della luce, anche se viene poi salvato da membri dell'ordine di Mata Nui, ha subito una mutazione: è metà ombra e metà luce. Dato che il Toa della luce potrebbe essere l'arma vincente contro i Makuta, i quali temono questo elemento, viene perciò mandato tramite un varco temporale a Karda Nui ma, a causa di un'imperfezione della Kanohi Olmak, la maschera ultradimensionale indossata da Brutaka, accade un imprevisto: il varlo lo porta non a Karda Nui, ma in una dimensione parallela dove i Toa (nella loro forma Mata) sono i padroni e tiranni del mondo e trattano i Matoran come schiavi. L'imperatrice del regno dei Toa è Tuyet, un ex compagna di Toa Lhikan: nella dimensione reale, era stata mandata nel Pit in quanto aveva cercato di impadronirsi di un potere immenso con la pietra Nui, ma dopo essere stata fermata da Lhikan e Nidhiki era stata uccisa da alcuni prigionieri del Pit durante una rivolta; in questa dimensione parallela, invece, Nidhiki si era alleato con Tuyet e i due avevano ucciso Lhikan. Takanuva incontra poi se stesso da Matoran con il quale va alla ricerca di un oggetto negli archivi di Onu-Metru; Tuyet però li vede e li fa rinchiudere in prigione, dove si trovano alcuni Makuta fra cui Krika e il makuta che conoscevamo dall'inizio, Teridax, ma in forma lucente. Takanuva grazie al loro aiuto fugge e va alla ricerca di Brutaka per ritornare nella vera dimensione: nel suo viaggio incontra Jaller (da Matoran) e due toa Hagah, uno dei quali si vanta di aver ucciso Brutaka e infatti ora possiede la sua maschera, in grado di aprire ponti dimensionali e quindi l'unica speranza di salvezza di Takanuva. Dopo varie vicende Takanuva arriva allo scontro con Tuyet nel Colosseo di Metru Nui e, nonostante essa possieda una maschera dell'intangibilità, riesce a sconfiggerla con l'astuzia, impossessandosi della maschera e riuscendo ad aprire un ponte dimensionale per Karda Nui; Takanuva riesce a portarsi in salvo, mentre Tuyet rimane in mezzo al portale, che si chiude tagliandola in due e uccidendola. A Karda Nui, i tre Toa e i tre Makuta si stanno già sfidando, mentre Toa Ignika ha colpito con i suoi poteri Icarax e l'ha fatto diventare biomeccanico, privandolo di molti dei suoi poteri.

#### La palude dei segreti
Intanto gli altri tre Toa (Tahu, Gali e Onua) stanno perlustrando la palude di Karda Nui alla ricerca della maschera, del tutto ignari che questa sta combattendo contro i Makuta sotto forma di Toa. Però non sono soli: altri tre Makuta, trasformati in insettoidi dalle acque velenose della palude, tendono loro un'imboscata, ma i Toa riescono a scamparla grazie anche al provvidenziale aiuto di Takanuva che è riuscito ad arrivare a Karda Nui e informa i Toa che se Mata Nui verrà risvegliato, Karda Nui sarà spazzata via da una tempesta energetica, e quindi i Toa in quel caso dovranno fuggire in fretta. I Makuta sono: Gorast (unica femmina fra i Makuta), Krika e Bitil (capace di creare cloni). Più tardi i quattro Toa si trovano di fronte a un'enorme sfera di metallo protetta da una barriera, il Codrex. Per essere aperto, bisogna trovare sei chiavi di volta. Intanto Lewa, Kopaka, Pohatu e Toa Ignika hanno battuto i Makuta Phantoka che ora si sono rifugiati nella palude. Qui i Toa e i Makuta tornano tutti e otto insieme e iniziano a combattere. Tahu nel frattempo ha trovato le chiavi di volta e ha aperto il Codrex. Qui i toa percorrono un lungo corridoio e si ritrovano in una stanza circolare. Qui trovano tre veicoli volanti di grande potenza. Lewa sale sull'Axalara T9, Pohatu sul Rockoh T3 e Kopaka sta per salire sullo Jetrax T6 ma Antroz, infilatosi furtivamente nel Codrex dietro di loro, se ne impossessa e vola via, e i due Toa partono all'inseguimento. Takanuva, nel frattempo, ha trovato uno strano Rahi nel Codrex, il Klakk, il cui potere è in grado di curare i Matoran dell'ombra, e ha convinto Toa Ignika a mettere la maschera della vita all'interno della cella energetica del Codrex per risvegliare Mata Nui. Nel frattempo, Lewa e Poathu hanno sconfitto Antroz e Kopaka si è ripreso il veicolo. Una volta fatti evacuare tutti i Matoran, Ignika percorre il lungo corridoio del Codrex, il suo corpo si dissolve e la maschera entra nella cella. La maschera entra così a contatto con Mata Nui che si risveglia, provocando una tempesta di energia che distrugge Karda Nui e tutta la Confraternita dei Makuta. Intanto, sull'isola di Mata Nui (una volta casa dei Toa Nuva), ormai straziata dai Bohrokla terra si apre lentamente, e fuoriesce un corpo enorme, più grande dell'isola stessa, che tocca con la testa il cielo: è nientepopodimeno che il Grande Spirito Mata Nui. Gli eroi (compresi i Toa che erano riusciti a tornare sani e salvi) e i Matoran stanno festeggiando il risveglio di Mata Nui e celebrando i caduti durante il conflitto a Metru Nui, e tutti sono felici. Ma all'improvviso il cielo viene investito da una folle danza stellare, e una voce tremenda rompe l'aria:
(Makuta Teridax ai Matoran, Toa e Turaga)
Il piano di makuta Teridax, il capo della confraternita, era infatti quello di possedere il corpo di Mata Nui e aspettare di essere risvegliato dai Toa, e poi intrappolare l'anima di Mata Nui nella maschera della vita e lanciarlo fuori dal loro universo. Ora, Teridax ha vinto, e controlla tutto l'universo dei Matoran.
Eppure, la Kahnoi Ignika vola nello spazio, e, all'interno di essa, una voce echeggiante ripete ancora e ancora un'unica frase: Io ritornerò.

### Il viaggio di Mata Nui

#### Bara Magna
I protagonisti, denominati Glatorian, vivono su Bara Magna, il più grande dei tre pianeti nati dallo "Shattering", e combattono in alcune arene quasi come gladiatori. I popoli sono divisi in sei tribù: fuoco, acqua, giungla, ghiaccio, roccia e sabbia. Ogni tribù occupa un villaggio che ha in parte a che fare con il suo elemento (il villaggio del fuoco è situato su un vulcano, per esempio), e ogni villaggio è abitato da un certo numero di Agori (i Matoran della situazione), da un capo e da un Glatorian, che è l'eroe del villaggio. Esistono inoltre delle sotto-specie: gli Skrall, gli Stronius e i cacciatori di ossa della tribù della roccia, che sono molto simili ai Glatorian (solo gli Skrall e gli Stronius), i Vorox e gli Zesk, che sono dei Glatorian e degli Agori de-evoluti in mostri con sembianze di scorpioni. Di solito i Glatorian, oltre che ha una loro unica arma, portano un "Lancia-Thornax", una specie di pistola che spara sfere esplosive. Ogni anno a Bara Magna si svolge un torneo in un'arena dove i Glatorian combattono fra loro per decidere chi è il più potente. Ogni scontro ha diverse regole, come quella che vieta di uccidere il proprio avversario una volta sconfitto; la violazione di queste regole può causare l'esilio del Glatorian dalla sua Tribù (come è successo a Malum).

#### L'arrivo di Mata Nui
La Maschera della Vita atterra su Bara Magna e viene notata da uno Scarabax (una creatura simile a uno scarabeo), che chiama altri suoi simili. Al che la tocca, la maschera si illumina per qualche secondo e si genera per Mata Nui un nuovo corpo simile a quello dei Glatorian (creato dalla Maschera della Vita grazie alla sabbia e altri materiali intorno ad essa al momento dello schianto su Bara Magna); toccata di nuovo la maschera, lo Scrabax si trasforma in uno scudo. Dopo aver affrontato un Vorox, Mata Nui fa conoscenza con Metus, un Agori del Ghiaccio che recluta Glatorian, e insieme vanno a Vulcanus dove si sta svolgendo un combattimento tra Ackar della tribù del fuoco e Strakk della tribù del ghiaccio; quando quest'ultimo si finge sconfitto per giocare sporco, Mata Nui interviene usando la sua spada (in precedenza la coda del Vorox affrontato precedentemente) e lo sconfigge. Il riconoscente Ackar gli chiede di combattere gli Skrall e i cacciatori di ossa; Mata Nui in realtà aveva intenzione di ritornare nel suo universo e salvare il suo popolo da Teridax, ma accetta ugualmente la proposta, così il giorno seguente si incammina insieme ad Ackar e Kiina (una Glatorian della tribù dell'acqua) verso il villaggio di quest'ultima, Tajun, dove esiste una grotta con delle antiche iscrizioni che secondo lei potrebbero essergli utili.
Durante la strada cadono in un'imboscata dei Cacciatori di Ossa e di Skopio, un enorme mostro quadrupede; dopo averli sconfitti, da lontano i tre Glatorian scorgono Tajun ma distrutta dai nemici. Sul luogo dell'incidente sembra non esserci nessuno, ma poi Gresh (della tribù della giungla) si erge ferito e afferma che Tajun è stata distrutta dai Cacciatori di Ossa e dagli Skrall, che si sono alleati. I quattro eroi entrano nella grotta descritta da Kiina, dove trovano Berix, un'Agori superstite ma considerato un ladruncolo su tutta Bara Magna. Ivi, Mata Nui scopre antichi progetti fatti dai Grandi esseri sul suo corpo. Secondo gli eroi tra loro c'è un traditore, e inizialmente Kiina è convinta che si tratti di Berix, che pure riesce a far tornare Gresh in forma. Dopo che Mata Nui potenzia le armi dei Glatorian usando la maschera della vita (come ha fatto con lo Scarabax e con la coda Vorox), in modo che le loro armi possano scatenare l'elemento di appartenenza, tutti insieme si recano al villaggio di Gresh. Il combattimento tra Vastus, della tribù della giungla, e Tarix, della tribù dell'acqua, viene interrotto da Ackar che avverte tutti quanti sull'alleanza degli Skrall e dei Cacciatori di Ossa. I capi tribù convincono gli Agori di unire i villaggi di Bara Magna, a patto che i Glatorian li proteggano. Berix è però sparito in una grotta, e quando Kiina lo ritrova, entrambi vengono catturati dai Cacciatori di Ossa e dal "Traditore". Metus porta la notizia al villaggio, ma mentre i cinque glatorian rimanenti stanno per partire vengono fermati dai capi-Tribù, così Mata Nui si offre volontario per andare a liberare Kiina e Berix da solo. Arrivato sul luogo, affronta Tuma, il capo degli Skrall, e lo sconfigge sfruttando il suo punto debole, la schiena. In quel momento entra in scena il "traditore" Metus che scatena l'esercito degli Skrall e dei Cacciatori di Ossa, ma vengono fermati per pochi minuti dagli insetti Scarabax che avevano formato un gigante, seguiti poi dagli altri Glatorian il cui arrivo da inizio alla vera battaglia, che viene vinta grazie alla combinazione tra gli elementi tra i Glatorian. Durante la sua fuga, Metus viene fermato da Mata Nui che lo trasforma in una vipera con il potere della sua maschera. Dall'unione dei villaggi nasce un nuovo corpo di un guardiano gigante simile al precedente corpo di Mata Nui (il prototipo che era stato scartato precedentemente dai creatori di Mata Nui).

#### La fine di Makuta
Mata Nui, utilizzando la Kahnoi Ignika, scopre che l'unica soluzione rimasta è il Prototype Robot, i cui pezzi erano sparsi per il deserto di Bara Magna, e nel frattempo scopre tante cose su dovere e amicizia, molto più di quanto non avesse fatto lui nei millenni della sua esistenza. A poco a poco, Mata Nui capisce come potrebbe liberare la sua gente ancora imprigionata da Makuta all'interno del suo vecchio corpo.
Tanto tempo fa, quando Spherus Magna era ancora intero, era una terra prospera e serena, ma la scoperta di un'incredibile fonte d'energia, situata nel suo nucleo, portò a lotte intestine fra gli abitanti, che divisi in fazioni combatterono guerre che sconvolsero il pianeta, lacerandolo. Avendo compreso i pericoli che sconvolgevano il pianeta, i Grandi Esseri crearono un gigantesco robot per contenere il pianeta ormai vicina alla distruzione. Ma l'instabile sorgente d'energia provocò un'esplosione che scaraventò i pezzi del robot da ogni parte del pianeta, così i Grandi Esseri decisero di costruire un robot ancora più grande, ed essendo la missione quella di apprendere i segreti dell'universo, Mata Nui ne acquisì l'intelletto. Misure di sicurezza, sotto forma dei 6 guerrieri Toa, furono istituite per fronteggiare pericoli imprevisti per salvare tante vite. La costruzione del robot fu completato appena in tempo. Protodermis energizzato fuoriuscì immediatamente dal nucleo di Spherus Magna, provocando un'esplosione che lanciò in orbita due enormi brandelli del pianeta, Aqua Magna e Bota Magna, lasciando il resto conosciuto come l'attuale Bara Magna. Mata Nui, rimasto fuori nell'universo, esplorò ogni particolare dell'universo che doveva conoscere, ma ignorava i continui alterchi degli esseri presenti nel suo corpo. Ciò sarebbe costato a tutti delle sofferenze. Infatti, nonostante il duro lavoro dei Toa e dei Matoran per stabilire un perfetto equilibrio all'interno di Mata Nui, i Makuta (inizialmente buoni e guidati da Makuta Miserix, e poi, in seguito ad un colpo di Stato di Teridax, divenuti ostili a Mata Nui), avevano sempre un'occasione giusta per tramare e cospirare, sempre assetati di potere, specie per approfittare di una distrazione di Mata Nui. 1000 anni prima, mentre quest'ultimo si dirigeva verso il suo pianeta natio, Teridax fece il suo attacco e mise i suoi sistemi fuori gioco, lanciandolo nelle acque di Aqua Magna, dove Mata Nui rimase in coma per millenni. I sistemi automatici camuffarono il suo volto, l'unica parte del suo corpo che affiorò sulla superficie dell'acqua. I Toa portarono i Matoran lavoratori in questo paradiso insulare, chiamandoli Turaga, che ormai erano gli unici che avevano mantenuto la memoria riguardo alla vita di Mata Nui. Teridax, però, aveva altri piani. Il sacrificio di Matoro, compiuto un anno prima, aveva riportato in vita il corpo di Mata Nui, ma Teridax se n'è impossessato, scagliando fuori la Kahnoi Ignika con dentro Mata Nui stesso.
Compresa tutta la sua storia, per liberare la sua gente Mata Nui deve affrontare due problemi: trovare e riparare il vecchio robot e riuscire a usarlo, e con esso il suo potere. Seguendo un Agori, però, Mata Nui scopre l'unica speranza per salvare la sua gente: un enorme oggetto energizzato capace di attivare il robot. Riesce a convincere i Glatorian e gli Agori a usare il loro mega-villaggio, costruito con il robot esploso millenni fa, e ottiene il controllo del suo robot, ma ora deve cavarsela da solo, senza più i Matoran ad aiutarlo. Sebbene l'altro robot è controllato da Teridax, Mata Nui riesce a sentire la tensione delle battaglie che incombono nel corpo del robot avversario; i Toa e i Matoran che Mata Nui aveva ignorato così a lungo ora lottano contro il male lasciato prosperare. Inoltre, avendo Teridax percepito Mata Nui, quest'ultimo deve prepararsi in fretta, prima mettendo al sicuro la sua gente su Bara Magna, poi riunendo il più possibile le due lune e infine affrontando il Signore dei Makuta. Finalmente il processo di riunificazione delle due lune per ricostruire l'antica Spherus Magna è iniziato, ma il tempo è tiranno, perché Teridax potrebbe attaccare mentre Mata Nui riunifica il più possibile le due lune. All'arrivo del Signore dei Makuta, Mata Nui sa che nonostante le parole, la brama di potere non segue alcuna logica, con l'inevitabile scontro tra l'instabile corpo di Mata Nui e quello possente di Teridax; come se non bastasse, attaccandolo, Mata Nui potrebbe danneggiare e addirittura uccidere i popoli dentro di lui. Per evitare distrazioni, Teridax manda i Rakhshi, gli Skrall e i Nektann ad attaccare i Glatorian e gli Agori. Ma qualcosa dentro Mata Nui si risveglia: è la Kanhoi Ignika, che prende di mira Tahu ritrasformandolo nella sua forma Mata e consigliandogli di indossare i pezzi dell'armatura d'oro; Teridax però respinge i pezzi che vengono raccolti dai nemici, al che Tahu è costretto a recuperarli con l'aiuto di Takanuva e Gresh. Il malvagio signore dei Makuta, stufo del fatto che nessuno, neanche Mata Nui, si vuole arrendere, inizia a preparare un'esplosione di gravità che farà sì che il pianeta si fonda su sé stesso, uccidendo tutti sul posto, eccetto forse egli stesso e Mata Nui, ma quest'ultimo riesce a riflettere il suo raggio verso le due lune, reindirizzandole di nuovo verso Bara Magna; poi, con una furia che sorprende perfino Teridax, lo spinge verso il limite estremo del nord di Bara Magna.
Tahu recupera e indossa tutti i pezzi dell'armatura dorata, e rimanda una scarica d'energia, distruggendo tutti i Kraata dei Rakhshi. Teridax percepisce l'infausto destino capitato ai suoi guerrieri e si ferma, e Mata Nui ne approfitta per fare appello a tutte le sue forze e spingerlo in aria, verso una delle due lune contro la quale Teridax si sfracella la testa e muore. Esausto ma euforico, Mata Nui vede la luce del re dei Makuta affievolirsi per sempre, mentre il percorso di entrambe le lune provoca la loro caduta come un vortice pronto a schiantarsi. Spherus Magna è ora riunito, e con la minaccia di Teridax scongiurata, i Matoran e tutti gli abitanti del loro universo escono dal corpo del suo robot, aiutando gli Agori, i Toa e i Glatorian. Con i suoi ultimi sforzi, Mata Nui compie finalmente la sua missione trasformando il pianeta: la vegetazione torna a essere rigogliosa, le montagne sorgono, la sabbia diventa terra fertile e l'acqua ritorna in superficie. È un nuovo mondo, un mondo migliore dove tutti, Toa, Matoran, Agori e tanti altri potranno vivere insieme in pace. La missione di Mata Nui è giunta al termine, e il suo destino è compiuto, ma per molti deve essere ancora scritto. Per onorare Mata Nui, i Toa mettono la sua Kahnoi Ignika nel santuario principale, per poi vivere in pace le loro vite.

### Storia del 2015
La storia del 2015, alias G2, è ambientata in un universo narrativo completamente nuovo creato per dare un reboot alla storia e rilanciare la linea di giocattoli alle nuove generazioni; lo dimostra il fatto che alcuni personaggi (principalmente i sei Toa e Makuta) possiedano nomi familiari ai fan della prima serie senza però un collegamento con gli omonimi.
I leggendari Creatori di Maschere, Ekimu e Makuta, fabbricavano Maschere del Potere per gli armoniosi isolani di Okoto, chiamati Protettori. Questi elogiavano di più Ekimu rispetto a Makuta, e quest'ultimo, roso dalla gelosia, forgiò la Maschera del Potere Supremo come atto di ribellione contro il fratello. Quando però indossò la maschera, Makuta perse il controllo di se stesso e distrusse quasi tutta l'isola. Ekimu gli tolse la maschera di dosso, e essa, quella della Creazione di Ekimu e quella del Controllo di Makuta vennero spedite negli angoli remoti dell'isola, ed entrambi i Creatori di Maschere caddero in un sonno profondo.
Tempo dopo, 6 eroici Toa (Tahu del Fuoco, Lewa della Giungla, Gali dell'Acqua, Onua della Terra, Kopaka del Ghiaccio e Pohatu della Pietra) atterrano sull'isola e iniziano a cercare le Maschere del Potere per fermare il male nascente per opera dei servitori di Makuta. Ogni Toa andrà con il Protettore del proprio elemento e troverà le loro Maschere Dorate del Potere. Gli eroi scoprono così la loro missione di andare nella città dei Creatori di Maschere e risvegliare Ekimu dal suo lungo sonno. Una volta raggiunta la città, i Toa sconfiggono il Signore dei Ragni Teschio, un ragno gigante, per poi entrare nella città in modo da risvegliare Ekimu, il nobile Creatore di Maschere fratello di Makuta, fonte del male che affligge Okoto. I Toa, unendo le loro forze e i loro poteri elementali grazie agli insegnamenti telepatici di Ekimu, riescono a risvegliare il Creatore di Maschere dalla sua tomba; i Toa, quindi, ingaggeranno una dura battaglia contro le Creature Teschio e il loro leader, Kulta, alias Skull Grinder. All'entrata della fornace, i Toa incontrano Skull Basher, luogotenente di Kulta, che sconfigge facilmente Onua e gli ruba la maschera dorata della Terra. Ma i Toa istruiti da Ekimu a lavorare insieme, uniscono le loro forze in un unico colpo e sconfiggono Skull Basher, recuperando quindi la maschera di Onua. Kulta viene però istruito da Makuta di prendere la maschera della Creazione e gettarla nella fornace dei Creatori di Maschere, l'unico posto dove la maschera può essere distrutta. Ekimu e i Toa ne vengono a sapere, e lo stesso Ekimu chiede ai Toa di tenere Grinder occupato mentre egli ripara il suo Martello della Creazione. I 6 Toa raggiungono e circondano Kulta, ma questi, invece di buttare la maschera nella fornace, la indossa e assorbe energia dalla fornace, diventando tanto potente da metterli fuori gioco e distruggere le loro maschere in un colpo solo. Kulta fa per raggiungere Ekimu, ma i Toa, pur indeboliti, tentano invano di fermarlo; questo però dà a Ekimu il tempo di riparare il suo Martello della Creazione e usarlo per colpire Kulta togliendogli la maschera. Il Creatore indossa così la maschera e l'esplosione di luce che segue sconfigge definitivamente Kulta. Ekimu costruisce quindi nuove armature e maschere ai Toa, e insieme agli abitanti di Okoto ricostruisce la città dei costruttori di maschere.
I Toa vengono però a sapere che Umarak, un potente e misterioso cacciatore, sta cercando per le sei Creature Elementali, tutte collegate ai Toa, per poter trovare così la Maschera del Controllo, la maschera di Makuta. Per poterlo contrastare, i Toa useranno le loro Maschere dell'Unità per poter trovare le Maschere dell'Unità d'oro e unirsi con le Creature Elementali per scoprire nuovi poteri. Le creature elementali fanno capire ai Toa che la maschera del controllo si trova in un labirinto su di un'isola al largo di Okoto. Sfortunatamente, Umarak riesce a rapire Ketar, la creatura di Pohatu, e a rubare la Maschera del Controllo; indossandola, si trasforma in Umarak il Distruttore, potente servo di Makuta. I Toa tornano alla città dei creatori di maschere che viene assaltata dalle trappole d'ombra di Umarak, diventate le bestie elementali, e capiscono che il loro obiettivo non è difendere la città, ma attaccare Umarak. Ekimu entra in una porta che ricorda la tomba in cui riposava, e si trasforma diventando traslucido e dell'altezza dei Toa. Successivamente, Ekimu richiama Gial, creatura della luce, e gli fa trovare Umarak. Al ritorno di Gial, i Toa e Ekimu partono alla ricerca di Umarak, lasciando le creature a difendere la città. I Toa lo inseguono così nel Cratere Nero, nella Regione della Pietra, dove ricrea la maschera proibita di Makuta per creare un portale nel Reame Oscuro (dove Makuta, sconfitto da Ekimu, vi fu imprigionato). Ma nel tentativo di riprendersi i pezzi della maschera, lo spirito di Gali viene trascinato nel Reame Oscuro, dove scopre il vero destino dei Toa. Mentre Uramak viene consumato dal portale, Gali ritorna nel proprio mondo, dove, grazie alle sue informazioni, i Toa uniscono le loro forze e bandiscono Makuta per sempre. Compiuto il loro destino e senza più il loro potere, i Toa ritornano alle stelle dalle quali sono venuti, con l'intento di tornare su Okoto, ora salva, dovesse essere di nuovo minacciata.

## Musica
Paul Hardcastle e Simon Fuller hanno prodotto le prime colonne sonore usate per le pubblicità Bionicle dal 2001 al 2003. Le musiche per i primi 3 film assomigliavano più a temi medievali, piuttosto che a quelli techno. I primi brani ufficiali riguardo alla serie Bionicle sono state edite nel 2005, a partire con Caught Up In A Dream e Hero, entrambi singoli degli All Insane Kids.
Le colonne sonore del quarto film e di varie pubblicità dal 2008 al 2010 sono opera del gruppo alternative rock danese Cryoshell, come ad esempio Closer To The Truth o Bye Bye Babylon. Gravity Hurts, singolo pubblicato nel 2008, ha anche un'edizione maschile di Christian Bastien,.

## Fumetti
I fumetti Bionicle venivano pubblicati dalla Lego nella rivista "Brickmaster" disponibile solo in alcuni paesi e a pagamento. Dal 2008 Ebbero inizio i Graphic Novel di Bionicle, interrotti nel 2010, appena prima della pubblicazione del decimo volume, a causa delle scarse vendite dell'ottavo e del nono.

## Libri
Dei libri che narrano la storia di BIONICLE sono stati pubblicati a partire dal 2003. La storia è divisa in quattro serie:
- BIONICLE Chronicles (2003)
  - Tale of the Toa (2003)
  - Beware the Bohrok (2003)
  - Makuta's Revenge (2003)
  - Tales of the Masks (2003)
  - Mask of Light (2003)
- BIONICLE Adventures (2004-05)
  - Mystery of Metru Nui (2004)
  - Trial by Fire (2004)
  - The Darkness Below (2004)
  - Legends of Metru Nui (2004)
  - Voyage of Fear (2004)
  - Maze of Shadows (2004)
  - Web of the Visorak (2005)
  - Challenge of the Hordika (2005)
  - Web of Shadows (2005)
  - Time Trap (2005)
- BIONICLE Legends (2006-08)
  - Island of Doom (2006)
  - Dark Destiny (2006)
  - Power Play (2006)
  - Legacy of Evil (2006)
  - Inferno (2006)
  - City of the Lost (2007)
  - Prisoners of the Pit (2007)
  - Downfall (2007)
  - Struggle in the Skies (2008)
  - Swamp of Secrets (2008)
  - The Final Battle (2008)
- BIONICLE Super Chapter Books (2009-10)
  - The Crossing (2009)
  - Raid on Vulacanus (2009)
  - The Legend Reborn (2010)
  - Journey's End (2010)

L'autore di tutti i libri (eccetto Tale of the Toa, Beware the Bohrok, Makuta's Revenge e Mask of Light, scritti da C.A Hapka) è Greg Farshtey. I libri The Crossing e Journey's End sono stati pubblicati esclusivamente in Polonia. Un libro intitolato Invasion avrebbe dovuto essere pubblicato nel 2007 come settimo numero della serie Legends, ma viste le scarse vendite degli altri libri fu cancellato, e gli eventi che sarebbero dovuti avvenire vengono narrati nella guida BIONICLE Encyclopedia Updated.

## Film
La LEGO ha realizzato quattro film su questa serie:
- Bionicle: Mask of Light (2003)
- Bionicle 2 - Le leggende di Metru Nui (2004)
- Bionicle 3 - Le ombre del mistero (2005)
- Bionicle - La leggenda rivive (2009)

## Videogiochi
Sui Bionicle sono stati creati inoltre 6 videogiochi fino ad ora:
- Bionicle: The Legend of Mata Nui, prodotto per PC nel 2001 dalla Saffire Corporation. Solo alcuni Beta tester (la cui identità rimane sconosciuta) sono in possesso di questo videogioco poiché la pubblicazione del prodotto finale non vide mai la luce. Questo videogioco resta uno degli oggetti più rari ed ambiti dai fan della serie Bionicle: è curioso notare come il codice di gioco non sia ancora stato reso pubblico sul web sotto forma di download P2P nonostante l'ormai remoto fallimento della Software House. Nel 2010 sono misteriosamente apparsi su YouTube svariati video dove vengono mostrate alcune scene in CGI, le prime sessioni giocabili del titolo ed uno strano Bug che sembra impedire l'avanzamento al giocatore dopo aver raggiunto un determinato punto della prima zona di gioco. Nel mese di febbraio 2018, è stata pubblicata una versione alpha del gioco da parte di una fonte anonima, versione che però è stata rimossa in quanto incompleta. È stata però prodotta una nuova versione Rebuilt dalla The Beaverhouse, in associazione con Liam Robertson, e dalla BioMedia Project, uscita il 10 agosto 2019.
- Bionicle: Quest for the Toa, prodotto dalla Saffire Corporation per Game Boy Advance, uscito il 1 ottobre 2001. Il gioco venne ideato come prequel della controparte per PC, Bionicle: The Legend of Mata Nui, e dei due giochi online Mata Nui The Online Game, oltre che ad essere uno dei titoli di lancio del GBA in Europa.
- Bionicle: Matoran Adventures, gioco d'azione prodotto dalla Argonaut Games per Game Boy Advance nel 2002.
- Bionicle, gioco d'azione prodotto dalla Dice Multimedia e dalla Argonaut Games e pubblicata dalla Electronic Arts per PC, Xbox, Game Boy Advance e PlayStation 2, nel 2003.
- Bionicle: Maze of Shadows, gioco di ruolo prodotto dalla THQ per Game Boy Advance, nel 2005.
- Bionicle Heroes, sparatutto prodotto da TT Games ed Eidos Interactive per PC, PlayStation 2, Wii, DS e Game Boy Advance, nel 2006.

## Controversie
- Nel 2002, varie iwi (tribù) maori della Nuova Zelanda hanno accusato la LEGO di mancanza di rispetto nei loro confronti, in quanto hanno usato alcune loro parole per certi personaggi, luoghi e oggetti nella storyline[6][7] A tale scopo, la LEGO, a seguito di una loro lettera di accuse, ha accettato di cambiare i nomi di certi elementi della storia (ad esempio, il termine "Tohunga" usato per definire gli abitanti dei villaggi è stato cambiato in "Matoran")[7], per poi giungere un accordo con i popoli Māori per usare una piccola minoranza delle loro parole[8].
  - Nella storia, il motivo di certi cambiamenti dei nomi è dettato durante una Cerimonia di Nomina per certi Matoran dopo aver compiuto atti eroici (sebbene la pronuncia rimanga uguale); ad esempio "Huki" divenne "Hewkii".[9] Altri termini, invece, rimasero invariati, come "Toa" ("guerriero"), "Kanohi" ("volto"), e "Kōpaka" (ghiaccio)[7].